# سنگ‌نوشته ایلامی پی‌بنای دیوار جنوبی تخت جمشید
سنگ‌نوشته ایلامی پی‌بنای دیوار جنوبی تخت جمشید یکی از چهار کتیبه پی‌بنای دیوار جنوبی تخت جمشید است. این کتیبه به خط عیلامی می‌باشد. تعداد سطور این سنگ نبشته ۲۴ سطر است. موضوع سنگ نبشته که به دستور داریوش بزرگ ساخته شده‌است، ستایش اهورامزدا، ساخت تخت جمشید و آرزوی پایندگی برای پارسه (تخت جمشید) می‌باشد.

## ترجمه
من داریوش شاه هستم، شاه بزرگ، شاه شاهان، شاه کشورهای بسیار، پسر وشتاسپه، یک هخامنشی. چنان که بر بالای اینجا، این دژ ساخته آمد، پیش از آن در اینجا دژی ساخته نشده بود، به خواست اهورامزدا این ارگ را من ساختم. اهورا مزدا و دیگر ایزدان را خواست که این ارگ ساخته شود. پس من آنان را ساختم و من آن را ایمن و زیبا و به اندازه ساختم چنانکه می‌خواستم و گوید داریوش شاه: چنان باد که اهورامزدا یا دیگر ایزدان مرا بپایند و نیز این ارگ را، و گذشته از این، هر آنچه در اینجا بر پای کرده شد، مباد آن که به چنگ بدخواه و بداندیش بیفتد. 

## جایگاه

جایگاه کتیبه های پی‌بنای دیوار جنوبی تخت جمشید. از چپ به راست: پارسی، پارسی، عیلامی و بابلی. →شرق و غرب←

جایگاه کتیبه های پی‌بنای دیوار جنوبی تخت جمشید. از چپ به راست: پارسی، پارسی، عیلامی و بابلی